# Colin Clive

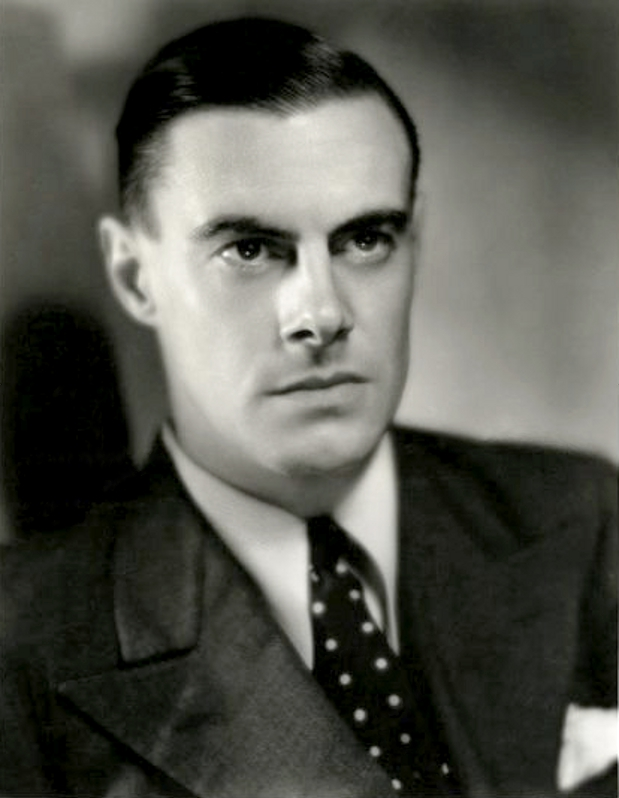
Colin Clive (1931)

Colin Clive (* 20. Januar 1900 in Saint-Malo, Frankreich; † 25. Juni 1937 in Hollywood, Kalifornien, USA; eigentlich Colin Glenn Clive-Greig) war ein britischer Theater- und Filmschauspieler.

## Leben und Karriere
Clive wurde als Sohn eines englischen Oberst in Frankreich geboren. Nachdem seine Karriere beim Militär durch eine Knieverletzung ihr Ende gefunden hatte, begann er Theater zu spielen. 1927 wirkte er in Show Boat mit. Seine Rolle in Journey’s End unter der Regie von James Whale wiederholte Clive in der Verfilmung 1930, bei der ebenfalls Whale Regie führte. Große Bekanntheit erreichte er durch die Rolle des Dr. Frankenstein im Filmklassiker Frankenstein aus dem Jahr 1931. Er wiederholte die Rolle des Wissenschaftlers Frankenstein 1935 in Frankensteins Braut, erneut unter der Regie von James Whale. In der Verfilmung des Romans Jane Eyre war er 1934 neben Virginia Bruce als Rochester zu sehen. Der Schauspieler war ein Nachfahre des Generals Robert Clive und spielte 1935 in dem biografischen Film Kampf um Indien, in dem Ronald Colman den Sieger der Schlacht bei Plassey darstellte, eine Nebenrolle.
Colin Clive, der chronischer Alkoholiker war, starb 1937 im Alter von 37 Jahren an Tuberkulose und wurde im Rosengarten des Chapel of the Pines Crematory in Los Angeles beigesetzt. Von 1929 bis zu seinem Tod war er mit der Schauspielerin Jeanne de Casalis verheiratet.

## Filmografie
- 1930: Journey’s End
- 1931: Frankenstein
- 1931: The Stronger Sex
- 1932: Lily Christine
- 1933: Christopher Strong
- 1933: Ein Mann geht seinen Weg (Looking Forward)
- 1934: The Key
- 1934: One More River
- 1934: Jane Eyre
- 1935: Kampf um Indien (Clive of India)
- 1935: The Right to Live
- 1935: The Girl from 10th Avenue
- 1935: Frankensteins Braut (Bride of Frankenstein)
- 1935: Mad Love
- 1935: Der Mann, der die Bank von Monte Carlo sprengte (The Man Who Broke the Bank at Monte Carlo)
- 1935: The Widow from Monte Carlo
- 1937: … und ewig siegt die Liebe (History Is Made at Night)
- 1937: The Woman I Love